# Catalina Bonaky
Catalina Bonaky (Polônia, 15 de maio de 1918 — Rio de Janeiro, 22 de outubro de 2005) foi uma atriz polonesa, radicada no Brasil. Atuou em várias novelas da Rede Globo, como Bebê a Bordo, Que Rei Sou Eu? e Vida Nova., entre outras. 

## Biografia
Catalina nasceu na Polônia em 15 de maio de 1918, emigrando para para o Brasil em 1963.
Sua carreira artística iniciou em 1975, no teatro. Depois passou a atuar no cinema, ainda em 1975. Trabalhou ativamente no teatro até se aposentar em 1996. 
Faleceu na cidade do Rio de Janeiro, em 22 de outubro de 2005.

## Filmografia

### Televisão
| Ano  | Título                     | Papel                       | Notas                                                 |
| ---- | -------------------------- | --------------------------- | ----------------------------------------------------- |
| 1980 | Sítio do Picapau Amarelo   | Maritones                   | Episódio: "Dom Quixote, o Cavaleiro da Triste Figura" |
| 1981 | Amizade Colorida           | Vizinha                     |                                                       |
| 1981 | Plantão de Polícia         | Dona                        | Episódio: "Hotel do Terror"                           |
| 1982 | Caso Verdade               | Dona Catarina               | Episódio: "Simone, Amor Sem Limites"                  |
| 1983 | Caso Verdade               | Ana                         | Episódio: "O Homem Sem Rosto"                         |
| 1983 | Guerra dos Sexos           | Velhinha assaltante         |                                                       |
| 1983 | Bandidos da Falange        | Cida                        |                                                       |
| 1984 | Vereda Tropical            | Creusa                      |                                                       |
| 1984 | Caso Verdade               | Clotilde                    | Episódio: "Renascer"                                  |
| 1985 | Roque Santeiro             | Louca na ala de psiquiatria | [ 6 ]                                                 |
| 1987 | Brega & Chique             | Dona Catarina               |                                                       |
| 1987 | Direito de Amar            | Paciente de Adriano         |                                                       |
| 1988 | Bebê a Bordo               | Dona Ana                    |                                                       |
| 1988 | Vida Nova                  | Velha senhora               |                                                       |
| 1989 | Que Rei Sou Eu?            | Baronesa de Rochelle        |                                                       |
| 1990 | Rainha da Sucata           | Interna na clínica          |                                                       |
| 1990 | Rosa dos Rumos             | Naná                        |                                                       |
| 1990 | Fronteiras do Desconhecido | Laura                       | Episódio: "Adelino, Uma Vida de Amor"                 |
| 1992 | Perigosas Peruas           | Traficante                  |                                                       |
| 1992 | Tereza Batista             | Velha                       |                                                       |
| 1996 | Você Decide                | Senhora                     | Episódio: "O Segredo"                                 |

### Cinema
| Ano  | Título                                        | Papel                        |
| ---- | --------------------------------------------- | ---------------------------- |
| 1975 | O Monstro de Santa Teresa                     | Mãe de Noraldina             |
| 1976 | Pedro Bó, o Caçador de Cangaceiros            | Cocota                       |
| 1976 | O Vampiro de Copacabana                       | Vizinha                      |
| 1976 | Feminino Plural                               | Senhora                      |
| 1977 | Barra Pesada                                  | Velha da pensão              |
| 1977 | Essa Freira É Uma Parada                      | Madre Helena                 |
| 1978 | Se Segura, Malandro!                          | senhora                      |
| 1979 | O Caso Cláudia                                | Avó de Flávia                |
| 1979 | Teu Tua                                       | Mãe                          |
| 1979 | As Borboletas Também Amam                     | Senhora no ônibus            |
| 1979 | Os Foragidos da Violência                     | Maria                        |
| 1979 | Bye Bye Brasil                                | Viúva                        |
| 1980 | Maneco, O Super Tio                           | Noiva                        |
| 1980 | Parceiros da Aventura                         | Dona Iaiá Garcia             |
| 1981 | Bonitinha, mas Ordinária ou Otto Lara Resende | Senhora                      |
| 1981 | O Sequestro                                   | Velha                        |
| 1981 | A Mulher Sensual                              | Senhora                      |
| 1981 | Álbum de Família - Uma História Devassa       | Heloísa                      |
| 1983 | A Cobiça do Sexo                              | Governanta                   |
| 1983 | Bar Esperança                                 | Freguesa                     |
| 1984 | Amor Maldito                                  | Senhora na igreja e tribunal |
| 1986 | Com Licença, Eu Vou à Luta                    | Senhora                      |
| 1990 | Stelinha                                      | Proprietária                 |
| 1990 | Uma Escola Atrapalhada                        | Professsora Portinara        |
| 1991 | Vai Trabalhar, Vagabundo II: a Volta          | Madame Sílvia                |

## Teatro[9]
- A Morte de Danton (1977)
- A Menina e o Vento (1979)
- Feira Livre (1979)
- A Alma Quando Sonha É Teatro (1994)